# Uraeginthus granatinus
Il granatino (Uraeginthus granatinus (Linnaeus, 1766)) è un uccello passeriforme della famiglia degli Estrildidi.

## Descrizione

### Dimensioni
Misura circa 13–14 cm di lunghezza, coda compresa.

### Aspetto

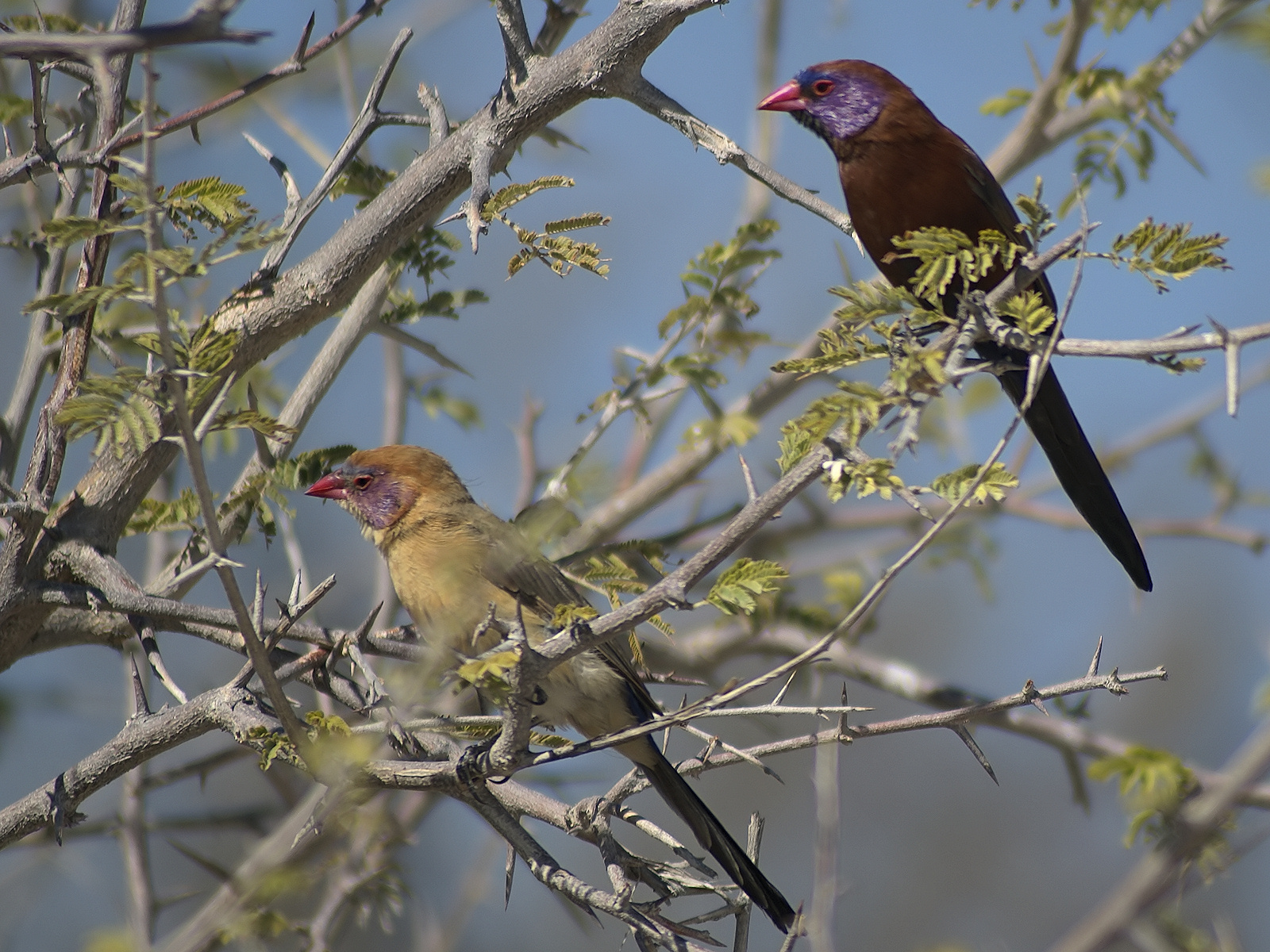
Una coppia in Namibia.

Si tratta di uccelli dall'aspetto slanciato, muniti di lunga coda rettangolare e becco conico e appuntito.

Il piumaggio è bruno-rossiccio su testa, dorso, petto e ventre, mentre ali e coda sono più scure e quasi nerastre: sulla faccia è presente una mascherina di colore blu-violaceo che ricopre l'area del sopracciglio e le guance, ed è contornata da una fila di penne nere, che sotto il becco formano una bavetta. Il codione è anch'esso blu, mentre il becco è rosso, le zampe sono di color carnicino e gli occhi sono bruno-rossicci, con anello perioculare di color carnicino. La femmina è simile al maschio, ma presenta maschera faccilae meno estesa e di colore meno brillante, oltre a mancare della bavetta nera.

## Biologia
Si tratta di uccelli che vivono in coppie o in piccoli gruppi di una ventina d'individui, occasionalmente in associazione con altre specie congeneri (come l'astrilde blu) o affini (come il malba del Sudan): essi passano la maggior parte del tempo alla ricerca di cibo, fra i cespugli e l'erba alta o al suolo. 

### Alimentazione
Il granatino è un uccello essenzialmente granivoro, che si nutre perlopiù di semi di graminacee che estrae direttamente dalla spiga, integrando inoltre la propria dieta con insetti e altri piccoli invertebrati, bacche, frutta, germogli e nettare.

### Riproduzione
La stagione riproduttiva di questi uccelli coincide generalmente con la fase finale della stagione delle piogge: il maschio corteggia la femmina tenendo un filo d'erba nel becco, saltellandole attorno e cantando, fino a quando essa non segnala la propria disponibilità all'accoppiamento accovacciandosi e spostando lateralmente la coda.

Il nido ha forma sferica, viene costruito da ambedue i sessi intrecciando fili d'erba, radichette ed altre fibre vegetali ed ubicato nel folto dei cespugli: al suo interno la femmina depone 3-5 uova biancastre, che vengono covate da entrambi i genitori per 13-14 giorni. I pulli, ciechi ed implumi alla nascita, sono in grado d'involarsi attorno alle tre settimane di vita, tuttavia difficilmente si allontanano definitivamente dal nido prima del mese e mezzo dalla chiusa.
Il granatino subisce parassitismo di cova da parte della vedova reale.

## Distribuzione e habitat

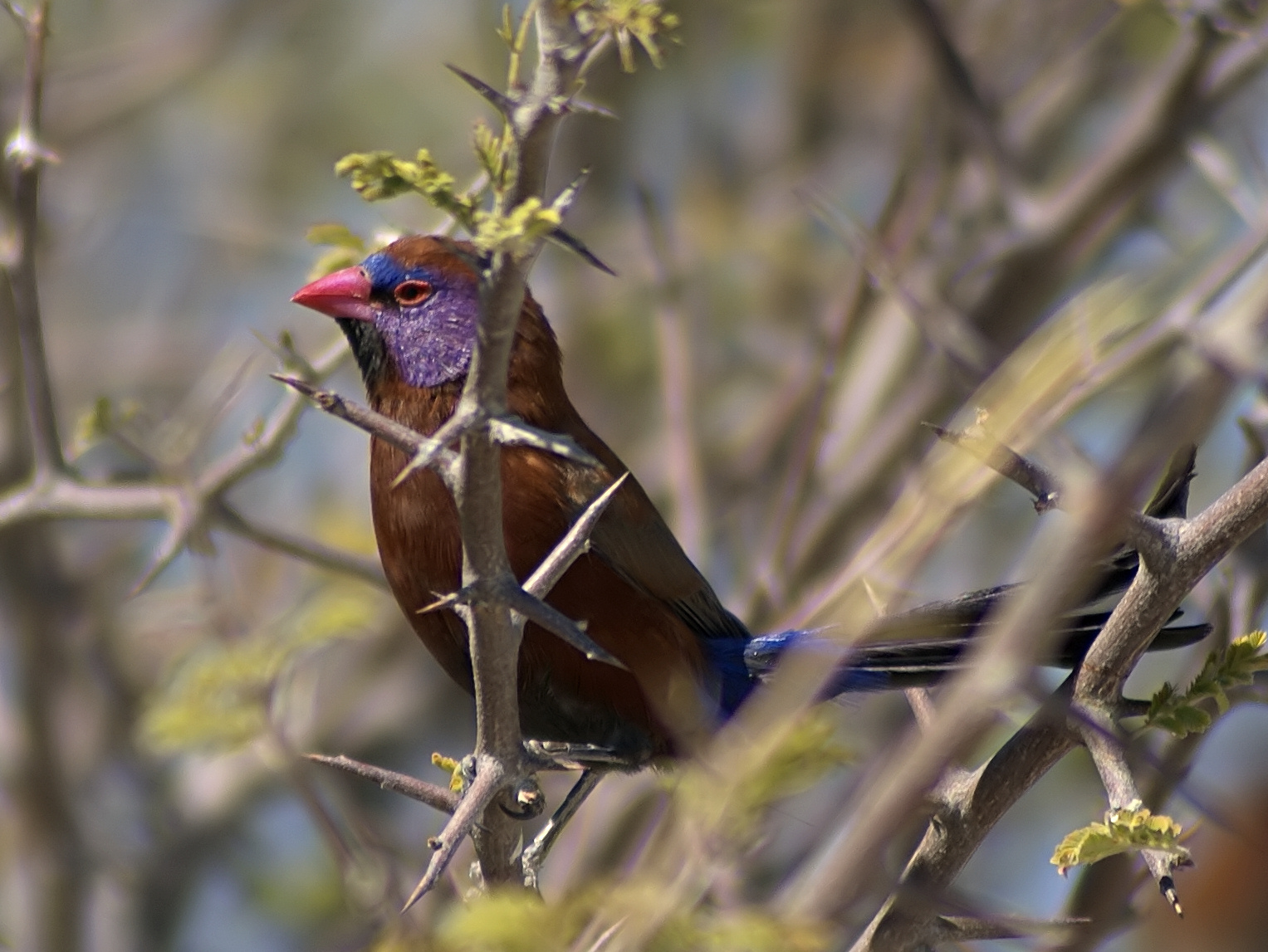
Un granatino su un cespuglio spinoso nel parco nazionale Etosha.

Il granatino occupa un areale che comprende la maggior parte dell'Africa meridionale. dall'Angola al Mozambico meridionale e a sud fino al capo di Buona Speranza.
L'habitat di questi uccelli sono le aree di boscaglia secca a predominanza di acacia e cespugli spinosi.

## Tassonomia
Se ne riconoscono tre sottospecie:
- Uraeginthus granatinus granatinus, la sottospecie nominale, diffusa nella porzione più settentrionale dell'areale occupato dalla specie, dall'Angola meridionale al Sudafrica nord-orientale;
- Uraeginthus granatinus retusus (Clancey, 1961), endemica del Mozambico meridionale;
- Uraeginthus granatinus siccatus (Clancey, 1959), diffusa in Angola occidentale, Botswana e Sudafrica nord-occidentale;

Le varie sottospecie si differenziano fra loro in base alla taglia, alla tonalità ed all'estensione della colorazione bluastra.
In passato, il granatino è stato ascritto assieme al granatino purpureo al genere Granatina, col nome di Granatina granatina: attualmente, tuttavia, si ritiene corretta l'ascrizione di questi uccelli al genere Uraeginthus.